# Norman Taurog

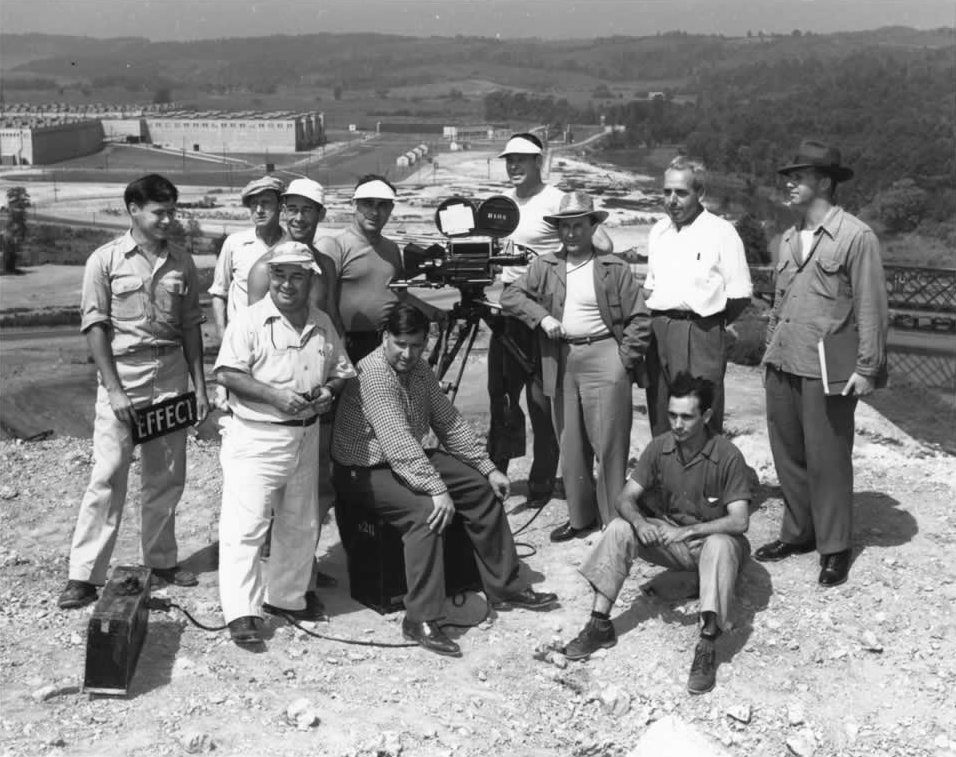
Norman Taurog (drugi od lewej, na pierwszym planie) z ekipą filmową MGM na terenie zakładów nuklearnych K–25 w Oak Ridge w stanie Tennessee, podczas kręcenia dokumentu The Beginning or the End, 1946

Norman Rae Taurog (ur. 23 lutego 1899 w Chicago, zm. 7 kwietnia 1981 w Rancho Mirage) – amerykański reżyser filmowy, zdobywca Oskara w 1931 za film Skippy. Łącznie wyreżyserował w swej karierze 185 produkcji krótko- i pełnometrażowych.

## Filmografia

### Filmy krótkometrażowe
- 1920: The Fly Cop (komedia); School Days (komedia); The Stage Hand (komedia); The Suitor (komedia)
- 1921: The Sportsman (czas: 20'); The Hick (komedia); The Bakery (komedia); The Rent Collector (14'); The Fall Guy (20'); The Bell Hop (20')
- 1922: The Sawmill (25'); The Show (20'); A Pair of Kings (17'); The Fresh Kid (komedia); Aladdin (komedia)
- 1923: The Fourflusher (komedia); The Mummy (komedia); The Yankee Spirit (komedia); Uncle Bim's Gifts (komedia); Watch Papa (komedia); Running Wild (komedia); Oh! What a Day! (komedia); Hot Sparks (komedia); Under Covers (komedia); Film Foolish (10'); Aggravatin' Mama (komedia)
- 1924: Flying Finance (komedia); Oh! Min! (komedia); Midnight Blues (komedia); There He Goes (komedia); Hot Air (20'); Pain as You Enter (komedia); Pigskin (komedia); Wild Game (komedia); Andy's Hat in the Ring (komedia); Fast and Furious (14'); Andy's Stump Speech (22'); What a Night! (komedia); Motor Mad (komedia)
- 1925: Step Lightly (komedia); Hello, Hollywood (20'); Wide Awake (komedia); Hello Goodbye (20'); Andy in Hollywood (komedia); The Cloudhopper (komedia); Rough and Ready (komedia); Going Great (20'); Below Zero (20'); Pleasure Bound (komedia); Spot Light (20'); On Edge (komedia); Cheap Skates (komedia);
- 1926: Lickety Split (komedia); Careful Please (25'); Nobody's Business (25'); Mr. Cinderella (komedia); Creeps (19'); Nothing Matters (20'); Here Comes Charlie (20'); Honest Injun (20'); Move Along (21'); Jolly Tars (19'); The Humdinger (19'); Teacher, Teacher (komedia); Movieland (komedia)
- 1927: Howdy Duke (komedia); Drama Deluxe (20'); Somebody's Fault (20'); The Draw-Back (komedia); Breezing Along (komedia); Her Husky Hero (komedia); Goose Flesh (25'); His Better Half (komedia); Plumb Dumb (komedia); Up in Arms (20'); At Ease (komedia); Kilties (komedia); New Wrinkles (komedia); The Little Rube (komedia); Papa’s Boy (komedia)
- 1928: Cutie (komedia); Always a Gentleman (20'); Blazing Away (komedia); A Home-Made Man (15'); Between Jobs (komedia); Listen Children (komedia); Slippery Head (komedia); At It Again; Rah! Rah! Rah! (komedia); Blondes Beware (komedia)
- 1929: The Diplomats (26'); In Holland (30'); The Medicine Men (25'); Knights Out (20'); Hired and Fired (30'); All Steamed Up (30'); Detectives Wanted (30')
- 1930: Meet the Boy Friend (9'); Song Service (9'); The Fatal Card (komedia); Plastered (10'); Oh, Teddy! (komedia)
- 1931: It Might Be Worse (18'); Simply Killing (komedia); The Great Pants Mystery (16'); Cab Waiting (17').

### Filmy pełnometrażowe
- 1929: Lucky Boy (czas: 77')
- 1930: Troopers Three (80'); Sunny Skies (75'); Hot Curves (83'); Follow the Leader (76')
- 1931: Finn and Hattie (78'); Skippy (85'); Newly Rich (77'); Huckleberry Finn (80'); Sooky (85')
- 1932: Hold 'Em Jail (66'); The Phantom President (78'); Gdybym miał milion (88')
- 1933: Rozkoszne kłopoty (87'); The Way to Love (80')
- 1934: We're Not Dressing (74'); Mrs. Wiggs of the Cabbage Patch (80'); College Rhythm (86')
- 1935: Wielka transmisja z 1936 roku (97')
- 1936: Strike Me Pink (100'); Rhythm on the Range (87'); Reunion (80')
- 1937: Fifty Roads to Town (80'); Nie można mieć wszystkiego (100')
- 1938: Przygody Tomka Sawyera (91'); Pensjonarka (100'); Miasto chłopców (96'); The Girl Downstairs (77')
- 1939: Lucky Night (82'); Czarnoksiężnik z Oz (102')
- 1940: Broadway Melody of 1940 (102'); Młody Edison (86'); Gold Rush Maisie (82'); Little Nellie Kelly (98')
- 1941: Men of Boys Town (106'); Married Bachelor (81'); Design for Scandal (85')
- 1942: Are Husbands Necessary? (79'); Jankes w Eton (88')
- 1943: Presenting Lily Mars (104'); Zwariowana dziewczyna (99')
- 1946: The Hoodlum Saint (91')
- 1947: The Beginning or the End (112')
- 1948: The Bride Goes Wild (98'); Big City (103'); Słowa i muzyka (120')
- 1949: That Midnight Kiss (96')
- 1950: Uwierz mi, proszę (87'); The Toast of New Orleans (97'); Mrs. O’Malley and Mr. Malone (69')
- 1951: Rich, Young and Pretty (95'); The Stooge (100')
- 1952: Room for One More (98'); Jumping Jacks (96')
- 1953: The Stars Are Singing (99'); The Caddy (95')
- 1954: Living It Up (95')
- 1955: You're Never Too Young (102')
- 1956: The Birds and the Bees (94'); Pardners (90'); Maleństwo (98');
- 1957: The Fuzzy Pink Nightgown (87')
- 1958: Onionhead (111')
- 1959: Don't Give Up the Ship (89')
- 1960: Visit to a Small Planet (85'); Żołnierski blues (104')
- 1961: All Hands on Deck (100'); Błękitne Hawaje (102')
- 1962: Dziewczyny! Dziewczyny! Dziewczyny! (106')
- 1963: Co się zdarzyło na Targach Światowych (105'); Palm Springs Weekend (100')
- 1965: Połaskotaj mnie (90'); Sergeant Dead Head (90'); Dr. Goldfoot and the Bikini Machine (88')
- 1966: Sposób na spędzanie czasu (90')
- 1967: Wielkie kłopoty (91')
- 1968: Wyścigi (94'); Tylko ją kochaj (90').

### Filmy dokumentalne
- 1954: Light’s Diamond Jubilee (120') – film telewizyjny